# 27 Pułk Zmechanizowany im. Króla Stefana Batorego
27 Pułk Zmechanizowany im. Króla Stefana Batorego – oddział zmechanizowany Sił Zbrojnych RP okresu transformacji ustrojowej.
W latach 90. 28 Saski pułk czołgów średnich z Czarnego został przeniesiony do Braniewa i przeformowany zmieniając jednocześnie nazwę na 27 pułk zmechanizowany im. Króla Stefana Batorego.
W 1994 na bazie 27 pułku zmechanizowanego im. Króla Stefana Batorego została sformowana 9 Brygada Kawalerii Pancernej.

## Kultywowanie tradycji
19 września 1991 pułk przyjął tradycje:
- 7 Tatarskiego pułku straży przedniej ułanów Wielkiego Księstwa Litewskiego (1792)
- pułku Ułanów Rosieńskich (1794)
- pułku Legii Konnej Litewsko-Ruskiej (1830-1831)
- 27 pułku ułanów im. króla Stefana Batorego (1920-1946)

## Skład

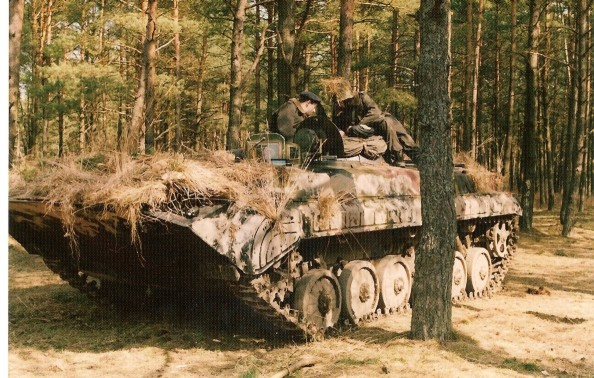
Podstawowy wóz bojowy pułku -(BWP-1)

- Dowództwo i sztab
- kompania łączności
- pluton regulacji ruchu
- 2 bataliony zmechanizowane
- 2 bataliony czołgów
- dywizjon artylerii samobieżnej
- dywizjon przeciwlotniczy
- bateria przeciwpancerna
- kompania saperów
- kompania rozpoznawcza
- kompania zaopatrzenia
- kompania remontowa
- kompania medyczna
- pluton chemiczny

## Przekształcenia
1. 27 pułk piechoty → 27 zmotoryzowany pułk piechoty → 27 pułk zmechanizowany
2. 28 Saski pułk czołgów średnich → 27 pułk zmechanizowany ułanów im. Króla Stefana Batorego → 9 Brygada Kawalerii Pancernej